# Наварро дель Валье, Хосе Луис
Хосе Луис Наварро дель Валье (27 мая 1936, Аранхуэс, Мадрид — 13 января 2020, Кордова, Андалусия) — испанский футболист, который выступал на позиции защитника.

## Биография
Всю карьеру он играл в «Кордове» с момента основания клуба. Он начал выступать с 18 лет и выступал за клуб в течение 16 лет, играя в третьем, втором и первом дивизионе. В сезоне 1964/65 его клуб занял пятое место в высшей лиге, опередив «Барселону» — лучший результат в истории команды. А в сезоне 1966/67 «Кордова» показала лучший результат в кубке Испании, дойдя до полуфинала, где уступила «Атлетик Бильбао». Всего Наварро дель Валье провёл 317 игр за «Кордову», он является рекордсменом по количеству матчей за команду.
Он скончался в возрасте 83 лет в больнице королевы Софии в Кордове. Он не смог преодолеть различные осложнения, вызванные операцией по удалению опухоли печени, которая была проведена незадолго до его смерти.